# Des paroles et des actes
Des paroles et des actes (en abrégé DPDA) est une émission de télévision politique mensuelle diffusée sur France 2 du 23 juin 2011 au 26 mai 2016 le jeudi soir à 20 h 55 en alternance avec Envoyé spécial et Complément d'enquête. Elle est présentée par David Pujadas, également présentateur du journal de 20 heures de cette chaîne.
Elle a remplacé À vous de juger, l'émission politique d'Arlette Chabot.
Le 20 février 2013, lors des Lauriers 2012 de la Radio et de la Télévision, l'émission Des paroles et des actes a été récompensée dans la catégorie « Laurier Info TV ».
Le 14 mars 2016, Michel Field, directeur exécutif de l'information de France Télévisions, annonce l'arrêt de l'émission sur Europe 1.
La dernière émission a été diffusée le 26 mai 2016. Elle est remplacée à la rentrée par L'Émission politique.

## L'émission

### Le principe
Des paroles et des actes est une émission conçue autour d'une personnalité politique de premier plan.
Après un portrait brossé par Nathalie Saint-Cricq auquel l'invité est convié à réagir, ce dernier est invité à débattre de l'actualité économique avec le journaliste François Lenglet. Puis, Jeff Wittenberg (en remplacement de Fabien Namias depuis le 27 septembre 2012) pose des questions politiques et institutionnelles à l'invité.
Un débat est ensuite proposé à l'invité qui, face à un contradicteur, est convié à défendre ses opinions et ses idées. Enfin, Franz-Olivier Giesbert et Hélène Jouan reviennent sur quelques points qu'ils estiment devoir approfondir. Il arrive qu'un troisième journaliste, d'une presse étrangère, se joigne à cette séquence « droit de suite » pour donner un horizon. L'émission n'oppose pas forcément un politique à l'invité, comme Alain Juppé qui a débattu avec le journaliste Éric Zemmour ou bien Jean-Luc Mélenchon qui a été confronté à Jean-Louis Beffa, patron du CAC 40.

## Audiences
| N° | Date de diffusion | Part d'audience (PDA) | Téléspectateurs                   | Réf.   |
| -- | ----------------- | --------------------- | --------------------------------- | ------ |
| 1  | 23 juin 2011      | 15,1 %                | 3,6 millions de téléspectateurs   | [ 7 ]  |
| 2  | 15 septembre 2011 | 22 %                  | 4,9 millions de téléspectateurs   | [ 8 ]  |
| 3  | 29 septembre 2011 | 9,4 %                 | 2,3 millions de téléspectateurs   | [ 9 ]  |
| 4  | 12 octobre 2011   | 22 %                  | 5,9 millions de téléspectateurs   | [ 10 ] |
| 5  | 17 novembre 2011  | 11,1 %                | 2,6 millions de téléspectateurs   | [ 11 ] |
| 6  | 8 décembre 2011   | 10 %                  | 2,5 millions de téléspectateurs   | [ 12 ] |
| 7  | 12 janvier 2012   | 13,3 %                | 3,2 millions de téléspectateurs   | [ 13 ] |
| 8  | 26 janvier 2012   | 21,8 %                | 5,4 millions de téléspectateurs   | [ 14 ] |
| 9  | 2 février 2012    | 14,5 %                | 3,6 millions de téléspectateurs   | [ 15 ] |
| 10 | 23 février 2012   | 21,7 %                | 5 millions de téléspectateurs     | [ 16 ] |
| 11 | 6 mars 2012       | 23,7 %                | 5,6 millions de téléspectateurs   | [ 17 ] |
| 12 | 8 mars 2012       | 14,8 %                | 3,6 millions de téléspectateurs   | [ 18 ] |
| 13 | 15 mars 2012      | 17,2 %                | 4,1 millions de téléspectateurs   | [ 19 ] |
| 14 | 11 avril 2012     | 14,1 %                | 3,4 millions de téléspectateurs   | [ 20 ] |
| 15 | 12 avril 2012     | 17,2 %                | 4,2 millions de téléspectateurs   | [ 21 ] |
| 16 | 26 avril 2012     | 25,2 %                | 6,2 millions de téléspectateurs   | [ 22 ] |
| 17 | 27 septembre 2012 | 12,8 %                | 3,1 millions de téléspectateurs   | [ 23 ] |
| 18 | 25 octobre 2012   | 9,9 %                 | 2,3 millions de téléspectateurs   | [ 24 ] |
| 19 | 6 décembre 2012   | 12,1 %                | 2,9 millions de téléspectateurs   | [ 25 ] |
| 20 | 24 janvier 2013   | 10 %                  | 2,3 millions de téléspectateurs   | [ 26 ] |
| 21 | 21 février 2013   | 11,7 %                | 2,6 millions de téléspectateurs   | [ 26 ] |
| 22 | 25 avril 2013     | 14 %                  | 3 millions de téléspectateurs     | [ 27 ] |
| 23 | 6 juin 2013       | 10,4 %                | 2,3 millions de téléspectateurs   | [ 28 ] |
| 24 | 5 septembre 2013  | 9,1%                  | 2,02 millions de téléspectateurs  | [ 29 ] |
| 25 | 10 octobre 2013   | 10,2 %                | 2,26 millions de téléspectateurs  | [ 30 ] |
| 26 | 28 novembre 2013  | 9,2 %                 | 2,15 millions de téléspectateurs  | [ 31 ] |
| 27 | 16 janvier 2014   | 10,9 %                | 2,53 millions de téléspectateurs  | [ 32 ] |
| 28 | 6 février 2014    | 10,6%                 | 2,30 millions de téléspectateurs  | [ 33 ] |
| 29 | 10 avril 2014     | 12,5 %                | 2,8 millions de téléspectateurs   | [ 34 ] |
| 30 | 22 mai 2014       | 10,5 %                | 2,23 millions de téléspectateurs  | [ 35 ] |
| 31 | 18 septembre 2014 | 11,7 %                | 2,4 millions de téléspectateurs   | [ 36 ] |
| 32 | 2 octobre 2014    | 13,1 %                | 2,8 millions de téléspectateurs   | [ 37 ] |
| 33 | 4 décembre 2014   | 9.9 %                 | 2.21 millions de téléspectateurs  | [ 38 ] |
| 34 | 22 janvier 2015   | 11,3 %                | 2,39 millions de téléspectateurs  | [ 39 ] |
| 35 | 12 mars 2015      | 11,1 %                | 2,33 millions de téléspectateurs  | [ 40 ] |
| 36 | 28 mai 2015       | 8,1 %                 | 1,81 million de téléspectateurs   | [ 41 ] |
| 37 | 24 septembre 2015 | 12,5 %                | 2,41 millions de téléspectateurs  | [ 42 ] |
|    | 22 octobre 2015   | Émission annulée      | Émission annulée                  | [ 43 ] |
| 38 | 12 novembre 2015  | 8,9 %                 | 1,89 million de téléspectateurs   | [ 44 ] |
| 39 | 16 novembre 2015  | 13,4 %                | 3,19 millions de téléspectateurs  | [ 45 ] |
| 40 | 26 novembre 2015  | 10,4 %                | 2,252 millions de téléspectateurs | [ 46 ] |
| 41 | 21 janvier 2016   | 10,2 %                | 2,239 millions de téléspectateurs | [ 47 ] |
| 42 | 4 février 2016    | 12,8 %                | 2,734 millions de téléspectateurs | [ 48 ] |
| 43 | 24 mars 2016      | 8,7 %                 | 1,871 million de téléspectateurs  | [ 49 ] |
| 44 | 26 mai 2016       | 11,5 %                | 2,471 millions de téléspectateurs | [ 50 ] |

- Le plus haut chiffre d'audience

## Thème musical
L'émission reprend pour générique et interlude musical le thème de Woman in blue (Before you leave) du groupe finlandais Pepe Deluxé.